# Bandera de las Antillas Neerlandesas
La bandera de las Antillas Neerlandesas consistía en un paño blanco, con una franja vertical roja en el medio de la bandera, y cruzando sobre esta una franja horizontal azul de la misma anchura, también centrada. En el centro de la banda azul, aparecía cinco estrellas de cinco puntas, dispuestas en forma oval. Estas cinco estrellas representaban a las cinco islas de Bonaire, Curazao, Saba, San Eustaquio y San Martín. A partir del 10 de octubre de 2010 cada una de estas islas pasaron a depender directamente del Reino de los Países Bajos.

## Banderas de las islas

Bandera de Bonaire
Bandera de Curazao
Bandera de Saba
Bandera de San Eustaquio
Bandera de San Martín

## Otras banderas

1959-1986
Bandera del gobernador (1959–1986)
Bandera del gobernador (1986–2010)